# Arte posmoderno

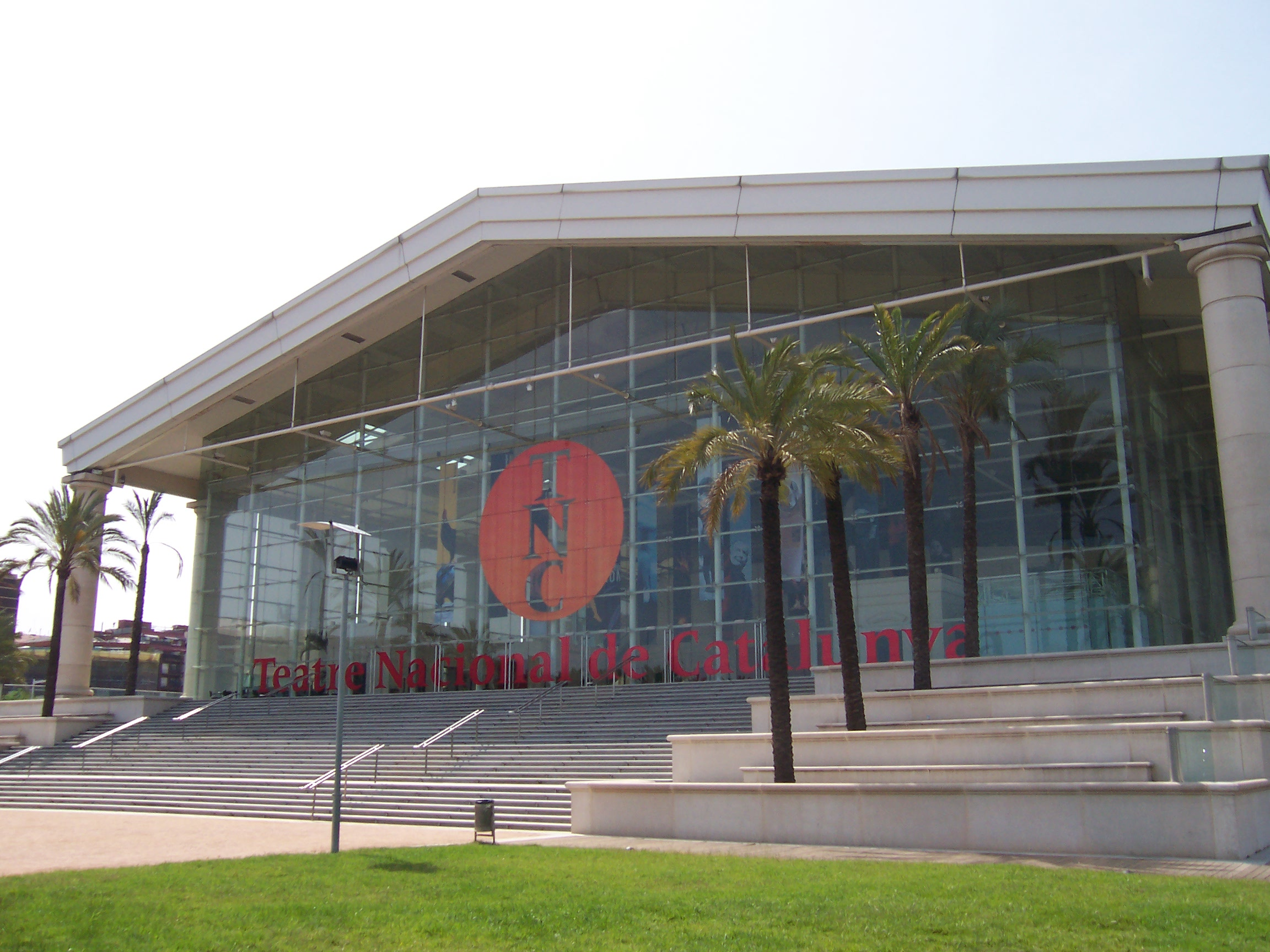
Teatro Nacional de Cataluña, de Ricard Bofill. Encarnado en la forma de un templo griego, se observa claramente la mezcla de formas antiguas con técnicas constructivas de vanguardia.

El arte posmoderno, por oposición al denominado arte moderno, es el arte propio de la posmodernidad, teoría sociocultural que postula la actual vigencia de un periodo histórico que habría superado el proyecto moderno, es decir, la raíz cultural, política y económica propia de la Edad Contemporánea, marcada en lo cultural por la Ilustración, en lo político por la Revolución francesa y en lo económico por la Revolución Industrial. 
Actualmente existe mucha controversia sobre si efectivamente el proyecto moderno está superado o no; ciertamente existe poca perspectiva histórica para poder establecer una ruptura con el periodo anterior e iniciar una nueva era; tan solo la distancia en el tiempo y un más profundo análisis podrán establecerlo.
Surgido tanto en Europa como en Estados Unidos desde mediados de los años 1970, enmarca diversos movimientos como son la transvanguardia italiana, el neoexpresionismo alemán, el neomanierismo, el neominimalismo, el neoconceptualismo y el simulacionismo, entre otros.

## Conceptos teóricos
El proyecto moderno se caracteriza por el fin del determinismo y de la supremacía de la religión, sustituidos por la razón y la ciencia, el objetivismo y el individualismo, la confianza en la tecnología y el progreso, en las propias capacidades del ser humano; políticamente supone el fin de las monarquías absolutas y su sustitución por la democracia, el poder pasa de la aristocracia a la burguesía, el ciudadano adquiere mayores derechos; económicamente se da el paso de la economía agraria a la economía industrial, al capitalismo. En contraposición a esto, la postmodernidad sería la superación de estos esquemas: se habla del fracaso del proyecto moderno, debido a la actual crisis política, cultural e ideológica. Ya no se cree en el progreso, no hay confianza en el futuro, se ha renunciado a las utopías, las clases sociales se han diluido, la economía se ha globalizado; es una época de desencanto, de individualismo, de introspección.
El arte posmoderno se caracteriza por su oposición al proyecto del arte moderno visto como una evolución, como un reflejo de la sociedad que lo envuelve y lo genera; rechazan principalmente el principio programático del arte de vanguardia de principios del siglo XX. Los posmodernos asumen el fracaso de los movimientos de vanguardia como el fracaso del proyecto moderno: las vanguardias pretendían eliminar la distancia entre el arte y la vida, universalizar el arte; el artista posmoderno, en cambio, es autorreferencial, el arte habla del arte, no pretenden hacer una labor social. 
El arte moderno había admitido la imposibilidad de aprehender la realidad, evolucionando incluso a formas artísticas inmateriales: el minimal, el arte conceptual, el land-art, el body-art, el arte povera, el happening; esta crisis del objeto artístico fracasó en gran parte debido a las galerías, que se apropiaron de estos nuevos estilos y los mercantilizaron. El arte posmoderno vuelve sin pudor al sustrato material tradicional, a la obra de arte-objeto, al ”arte por el arte”. Así como en el pop-art la imagen tenía por misión desmitificar, hacer una alienación y objetualización del mundo contemporáneo, en el arte posmoderno se da la imagen por la imagen, sin contenido ni significación, como simple producto de la sociedad consumista.
Los posmodernos afirman que el fracaso del arte de vanguardia es la imposibilidad de incidencia en la Historia real, en el comportamiento de las colectividades, por mucho que recurra a la denuncia y el compromiso. Se ha producido un desfase entre el arte y la sociedad, ya que el artista ha evolucionado, pero el público se ha quedado en un modelo de percepción proveniente de cánones clásicos. Ante la crisis del objeto artístico en los años 70, los posmodernos lo retoman como reivindicación del arte como institución, toda vez que ha fracasado la pretensión vanguardista de integrar el arte con la sociedad. Frente a las propuestas del arte de vanguardia, los posmodernos no plantean nuevas ideas, ni éticas ni estéticas; tan solo reinterpretan la realidad que les envuelve, mediante la repetición de imágenes anteriores, que pierden así su sentido. La repetición encierra el marco del arte en el arte mismo, se asume el fracaso del compromiso artístico, la incapacidad del arte para transformar la vida cotidiana. 
Queda por ver en el futuro devenir histórico cómo se establecerán las actuales corrientes postmodernas en el marco histórico-social, así como su relación con los otros movimientos aún calificados de modernos, que en muchos casos conviven en el tiempo. La historiografía no está de acuerdo en marcar tan rápidamente diferencias y rupturas entre ambos periodos; incluso algunos historiadores ven una relación intrínseca entre ellos: Valeriano Bozal afirma que no hay ruptura entre modernidad y postmodernidad, sino una interrelación entre ambas; la postmodernidad sería una etapa de la modernidad, una fase de reflexión sobre sí misma. El tiempo dirá cuál de las dos posturas es la correcta, si presenciamos un nuevo periodo histórico o una fase más del que actualmente vivimos.

Esa idea de la modernidad de Baudelaire, que puedes sustituirlo por Cézanne, o por Schönberg, se terminó en 1965. Y empezó la posmodernidad, algo insuficiente, simplemente post, pero que es muy interesante en algunos aspectos. Empieza con las primeras performaces, con los primeros ejemplos del Land art. Richard Long decide hacer un camino en los Andes, y le hace una foto. Y esa foto que llamó Walking line es la obra de arte. Eso es posmodernidad. Posmodernidad quiere decir desaparición del objeto. Y la aparición del concepto. Un arte puramente intelectual, con una apariencia que a veces hace reír a la gente, pero que es el arte más superintelectual que ha existido. Creo que sus razones son profundas, que es un movimiento muy poderoso, que hay que revisar. A veces, enormemente poético, pero, claro, no produce obra, y eso desanima mucho a la gente. Para alguien como yo, que tiene mucho interés teórico por el arte, es fascinante. Es un movimiento tan extraordinario, tan raro, iba a decir tan antidemocrático.
Félix de Azúa

## Uso del término
El término predominante para el arte producido desde la década de 1950 es «arte contemporáneo». No todo el arte etiquetado como arte contemporáneo es posmoderno, y el término más amplio engloba tanto a artistas que siguen trabajando en las tradiciones modernista y modernismo tardío, como a artistas que rechazan el posmodernismo por otras razones. Arthur Danto sostiene que «contemporáneo» es el término más amplio, y que los objetos posmodernos representan un «subsector» del movimiento contemporáneo. Algunos artistas posmodernos han hecho rupturas más distintivas con las ideas del arte moderno y no hay consenso sobre qué es «tardomoderno» y qué es «posmoderno.» Se han restablecido ideas rechazadas por la estética moderna. En pintura, el posmodernismo reintrodujo la representación.Algunos críticos sostienen que gran parte del arte «posmoderno» actual, el último vanguardismo, debería seguir clasificándose como arte moderno.
Además de describir ciertas tendencias del arte contemporáneo, posmoderno también se ha utilizado para denotar una fase del arte moderno. Defensores del modernismo, como Clement Greenberg, así como opositores radicales del modernismo, como Félix Guattari, que lo llama el «último suspiro» del modernismo,» han adoptado esta postura. El neoconservador Hilton Kramer describe el posmodernismo como «una creación del modernismo al límite de sus fuerzas»  Jean-François Lyotard, en el análisis de Fredric Jameson, no sostiene que exista una etapa posmoderna radicalmente distinta del periodo del alto modernismo; en su lugar, el descontento posmoderno con tal o cual estilo del alto modernismo forma parte de la experimentación del alto modernismo, dando lugar a nuevos modernismos.  En el contexto de la estética y el arte, Jean-François Lyotard es uno de los principales filósofos del posmodernismo.

## Características del arte posmoderno
Frente a la idea de progreso, evolución e innovación de las vanguardias artísticas, el arte posmoderno defiende la cultura popular, la hibridación; se caracteriza por el eclecticismo, la mixtificación, el «nomadismo» —ir de un estilo a otro—, la «deconstrucción» —tomar elementos estilísticos del pasado—, etc. Así como la vanguardia se basaba en la innovación, la experimentación, la evolución, los posmodernos vuelven a los métodos clásicos, a la pervivencia de formas y estilos artísticos del pasado, creando una mezcolanza de estilos, cayendo en la repetición, la reinterpretación; el resultado es esta mezcla indiscriminada de temas y estilos.
Se incide en la tradición como vuelta a modelos clásicos de programa artístico. El artista es libre para transitar en cualquier época o estilo del pasado, tomando libremente cualquier referencia de otros autores. Suelen ser obras figurativas —aunque sin rechazar lo abstracto—, con referencias iconográficas, con gusto por lo fragmentario. Los artistas posmodernos recurren por igual al arte clásico y al de vanguardia, incluso los movimientos artísticos inmediatamente anteriores a ellos. Asimismo, mezclan imágenes del arte tradicional con el cómic, el grafiti, imágenes publicitarias o de medios de comunicación de masas. También recurren a todo tipo de técnicas artísticas, desde las tradicionales a las derivadas de las nuevas tecnologías. Todo ello lo reinterpretan de una forma subjetiva, personal, pero de forma indiscriminada e irreflexiva, sin pretender evocar algún tipo de concepto o enviar ningún mensaje. Asumen el arte como objeto y como finalidad en sí mismo, no como vehículo de transmisión de una realidad cultural circundante.
Por último, hay que remarcar que dentro del arte posmoderno hay una gran variedad estilística y conceptual, los diversos movimientos que lo integran –y dentro de éstos los diferentes artistas, cada uno con su sello personal– son heterodoxos y diversificados, sin carácter programático, cada uno con distintas finalidades y muy diversas peculiaridades. Incluso dentro de la evolución individual de cada artista. Hay notables diferencias según la geografía, sobre todo entre Europa y Estados Unidos, donde tiene quizá un tinte más crítico y reflexivo que el arte posmoderno europeo. Quizá por eso muchos críticos no ven un sello unívoco al arte posmoderno, sino que lo consideran un «cajón de sastre» donde situar diversas tendencias que solo tienen en común su oposición al proyecto moderno. Aun así, el arte posmoderno será sin duda, con ese nombre u otro que pueda recibir en el futuro con más perspectiva histórica, el arte propio de finales del siglo XX y principios del XXI.

## Evolución
El término «posmoderno» se empezó a aplicar en arte a mediados de los años 1970, inicialmente en el terreno de la arquitectura: durante esos años hubo una tendencia entre los arquitectos que experimentaban nuevas soluciones estilísticas a abandonar el racionalismo arquitectónico que había preponderado desde los años 1920, caracterizado por las formas puras y minimalistas. Frente a esta forma racional de entender la arquitectura surge una nueva generación que busca formas más dinámicas, más vitalistas, recurriendo a referencias históricas del pasado y a aportes de otras culturas, generando un estilo ecléctico y multirreferencial. Un claro ejemplo sería la Piazza d'Italia de Nueva Orleans, de Charles Moore (1975-1980). Otros exponentes de la arquitectura postmoderna fueron James Stirling, Robert Venturi, Aldo Rossi, Arata Isozaki, Ricard Bofill, Òscar Tusquets, etc.
Hacia 1980 el arte posmoderno pasó a reflejarse en otras formas artísticas, como la pintura, la escultura, el videoarte, el cómic, el diseño, etc. Las primeras obras que vislumbraron esta tendencia fueron las de artistas que añadieron elementos populares a sus obras, como Richard Prince, o que realizaron diversas combinaciones de elementos, como Tim Rollins. En esa época se pasaron al arte posmoderno muchos artistas que venían de estilos anteriores, sobre todo del arte conceptual, como Hans Haacke, que en su obra La libertad ahora va a ser patrocinada, aparte de los gastos menores (Potsdamer Platz, Berlín, 1990) incluía un epitafio de Goethe: «el arte sigue siendo arte», un auténtico lema del arte posmoderno.
Los pintores posmodernos tomaron conciencia que la pintura, hacia 1975, había entrado en un callejón sin salida. Tanto el arte conceptual como otros movimientos modernos realizaban obras metapictóricas (por ejemplo enmarcar un recibo de la luz), o bien happenings, como pasear por una calle cargado con un saco de patatas mientras se filmaba la acción. Los jóvenes pintores, mirando al pasado, reivindicaron las técnicas pictóricas como lugar propio de invención y creación, sin rechazar, por ello, la aportación del movimiento moderno. Pero su contribución principal fue la libre elección y manipulación de los estilos, sin que ello fuera en detrimento de su creatividad. Al igual que en el siglo XV se consideraba que era plagiar a un pintor si se copiaba su técnica, hasta el nacimiento de la pintura posmoderna copiar un estilo o utilizarlo era tomado como plagio, pese al ejemplo de Picasso, quien era capaz de pintar el mismo día una obra ingresca y otra cubista. Picasso era aceptado por la crítica, como caso aparte por su genialidad. Para los pintores posmodernos, el ejemplo de Picasso fue fundamental. Desde el punto de vista historiográfico, la pintura posmoderna se opone al academicismo del siglo XX que sublimaba las vanguardias históricas, de la misma forma que en el siglo XIX el romanticismo se opuso al neoclasicismo. Con la perspectiva que otorga el tiempo, actualmente se reconoce en esos soñadores románticos a los verdaderos revolucionarios del siglo XIX, cuando al lado de la Revolución francesa se situaban los pintores neoclásicos.   
Desde sus inicios el arte posmoderno ha vivido sumergido en la polémica. Siendo la posmodernidad tanto un rechazo de la modernidad como su continuación, los artistas posmodernos han procurado, sin lograrlo del todo, buscar un lenguaje y un estilo propios, pero el movimiento ha vivido disgregado, fragmentado, no se ha conseguido una aglutinación estilística común, como mucho diversos puntos de contacto entre artistas o grupos generalmente de una misma nacionalidad, como la transvanguardia italiana o el neoexpresionismo alemán. El arte posmoderno se define más por la indefinición, por la diversidad de estilos y materiales, por la mezcla de elementos antiguos y nuevos, experimentando con los colores y las texturas y apropiándose de elementos del pasado («adhocismo»). Frente a la utopía estética moderna, la postmodernidad refleja el aspecto plural y globalizado de la sociedad de finales del siglo XX, caracterizado por los medios de comunicación de masas y el crecimiento de la cultura visual, con gran proliferación de imágenes, tanto impresas como electrónicas, diluyendo la frontera entre la realidad y su representación, así como el concepto de originalidad.
Así pues, los artistas posmodernos se afanan en desmitificar la imagen, en desproveerla de su sentido icónico, representativo, conceptual. Artistas como Sherrie Levine, Jeff Koons, Julian Schnabel, David Salle, Mike Bidlo, Louise Lawler y Jeff Wall buscan despojar a la imagen de su sentido convencional, dándole nuevos significados basados en la descontextualización, en el orden-desorden  estético. Algunos artistas posmodernos se comprometerán más con la sociedad de finales del siglo XX, incorporando a sus obras referencias relativas a los nuevos conceptos de reivindicación social: la sexualidad, el feminismo, la diversidad étnica, el medio ambiente, etc. Jean-Michel Basquiat reflejó en su obra la denuncia contra el racismo, con obras impactantes donde mezcla el arte tradicional con el grafiti, con influencia del arte africano. Keith Haring trató el tema de la homosexualidad, con obras fuertemente influidas por el cómic. David Wojnarowicz expresó en sus obras una temática centrada en el sexo, la enfermedad y la muerte, con referencias al sida, la nueva enfermedad del finales del siglo XX. Asimismo, artistas como Mary Kelly, Barbara Kruger, Jenny Holzer y Cindy Sherman plasmaron el papel de la mujer en la sociedad de su tiempo.

## Movimientos posmodernos
- Arquitectura posmoderna
- Transvanguardia
- Neoexpresionismo
- Figuración libre
- Neomanierismo
- Simulacionismo
- Bad painting
- Neo-pop
- Nueva imagen
- Superflat